# Hasegawa Shirō
Hasegawa Shirō (japanisch 長谷川 四郎; * 7. Juni 1909; † 19. April 1987) war ein japanischer Schriftsteller und Übersetzer.

## Leben und Wirken
Hasegawa stammte aus Hokkaidō und studierte an der Hōsei-Universität deutsche Literatur. Nach dem Studium arbeitete er bei der Südmandschurische Eisenbahn. Der Bruder des Schriftstellers Hayashi Fubō übersetzte Werke namhafter europäischer Schriftsteller, darunter Franz Kafka, Bertolt Brecht und Samuel Beckett, ins Japanische. Im Zweiten Weltkrieg verbrachte er fünf Jahre als Kriegsgefangener in Sibirien. Seine Erlebnisse arbeitete er in Siberia monogatari (シベリヤ物語, Shiberiya monogatari) auf. Das 1951 erschienene Werk sicherte ihm einen Platz unter den bedeutenden Autoren der japanischen Nachkriegsliteratur.

## Quelle
- Japan Encyclopedia, Harvard University Press, 2002, ISBN 9780674017535, S. 293